# Jungle (Emma-Louise-Lied)
Jungle (englisch für „Dschungel“) ist ein Lied der australischen Singer-Songwriterin Emma Louise. Das Stück ist die erste Singleauskopplung aus ihrem Debütalbum Vs Head Vs Heart, erreichte aber erst nach einer Coverversion (My Head Is a Jungle) mit dem deutschen DJ Wankelmut größere Bekanntheit.

## Entstehung und Artwork
Geschrieben wurde die ursprüngliche Version des Liedes von Emma Louise, die spätere Version wurde von Jacob Dilßner (Wankelmut), Emma Louise Lobb und Taan Newjam geschrieben. Jungle wurde durch Mary Meyers produziert, My Head Is a Jungle von Newjam und Wankelmut. Arrangiert, aufgenommen und gemischt wurde die Single von Mark Myers. Das Mastering erfolgte unter der Leitung von Matt Redlich. Als Instrumentalisten wurden Mark Myers am Bass, Gitarre und dem Keyboard und Daniel Ogilvie an den Percussions sowie dem Schlagzeug engagiert. Das Lied wurde zunächst unter Eigenregie von Louise, später unter den Musiklabels B1 Recordings, Poesie Musik und Universal Music veröffentlicht. Auf dem Cover der Maxi-Single von Jungle ist nur die Aufschrift des Künstlers und des Liedtitels zu sehen. Das Cover der Maxi-Single zu My Head Is a Jungle zeigt die Abbildung eines Dschungels.

## Veröffentlichung und Promotion
Die Erstveröffentlichung von Jungle erfolgte als Einzelveröffentlichung in Australien am 31. März 2011. Die Erstveröffentlichung von My Head Is a Jungle fand zunächst am 29. Januar 2013 als Vinylplatte in Deutschland statt. Am 16. April 2013 folgte die Veröffentlichung einer Maxi-Single in Deutschland, Österreich und der Schweiz. Nach über einem Jahr wurde am 15. August 2014 My Head Is a Jungle in einem von Mark Kinchen getätigten Remix erneut veröffentlicht. Zudem wurden regional verschiedene Remix-Singles, EPs und Vinylplatten zu Promotionzwecken veröffentlicht, die sich alle durch die Anzahl und der Auswahl ihrer B-Seiten unterscheiden.
Liveauftritte des Liedes im Hörfunk oder Rundfunk blieben in Deutschland, Österreich und der Schweiz bis heute aus. Beide Künstler spielten das Stück nur auf ihren Konzerten live. Vom 1. April bis 3. Juli 2013 war My Head Is a Jungle der offizielle Werbesong von VIVA Deutschland. Hierbei war zu Beginn und Ende jeder Werbeunterbrechung für ein paar Sekunden ein Ausschnitt des Liedes zu hören. Seit Oktober 2014 untermalt das Stück Werbespots des französischen Modeunternehmens Yves Saint Laurent, in denen das Unternehmen ihr Parfüme Black Opium bewirbt.
Remixversionen
- Jungle (Arundel Remix)
- My Head Is a Jungle (Gui Boratto Remix)
- My Head Is a Jungle (Kasper Bjorke’s Liquid Lips Remix)
- My Head Is a Jungle (Mk Remix)
- My Head Is a Jungle (Solee Remix)

## Inhalt
Der Liedtext zu Jungle ist in englischer Sprache verfasst, auf Deutsch übersetzt bedeutet der Titel „Dschungel“. Die Musik und der Text wurde von Emma Louise geschrieben. Die Musik von My Head Is a Jungle wurde von Jacob Dilßner (Wankeltmut) und Taan Newjam, der Text von Louise verfasst. Musikalisch bewegt sich das Original im Bereich des Indie-Pop; die Coverversion im Bereich des Deep House und Techno.
| “My head is a jungle, jungle. My head, oh. I was speaking soft, see the pain in your eyes, I’ve been feeling, feeling for you, my love. And our bodies are tired, our shadows will dance, I’ve been aching, aching for you, my love.” – Originalauszug | „Mein Kopf ist ein Dschungel, Dschungel. Mein Kopf, oh. Ich sprach weich, sehe den Schmerz in deinen Augen, Ich habe das Gefühl, Gefühl für dich, meine Liebe. Und unsere Körper sind müde, unsere Schatten werden tanzen, Ich habe Schmerzen, Schmerzen für dich, meine Liebe.“ – Übersetzung |

## Musikvideo
Zu den Liedern Jungle und My Head Is a Jungle wurden drei offizielle Musikvideos gedreht. Bis November 2022 zählten diese über 25,9 Millionen Aufrufe bei YouTube.
In Jungle singt Emma Louise das Lied in einem dunkeln Raum in dem Glühbirnen von der Decke hängen. Zwischendurch sind Ausschnitte zu sehen, in dem sie in einem Zimmer ein Buch liest und wie sie auf einem Dachboden einen Koffer öffnet und durchstöbert. Die Gesamtlänge des Videos beträgt 3:23 Minuten. In My Head Is a Jungle ist lediglich der Oberkörper Louises in schwarz-weiß zu sehen. Begleitet wird das gesamte Video durch verschiedenste bunte Visualisierungen. An einigen Stellen sind kurze Andeutungen bzw. Szenen aus dem vorgegangenen Video Jungle zu sehen. Die Gesamtlänge des Videos ist 3:32 Minuten. Das Musikvideo zu My Head Is a Jungle (Mk Remix) beginnt mit einer Frau (gespielt von Camilla Ivera) die in eine Wäscherei geht und sich dort auszieht. Nur noch mit einem Badeanzug bekleidet beginnt Ivera zu tanzen. Etwa inmitten des Videos beginnen die Lichter wie in einer Diskothek zu strahlen und alle Kunden Vorort beginnen ebenfalls zu tanzen. Die Gesamtlänge des Videos beträgt 3:46 Minuten.

## Mitwirkende
| Liedproduktion - Jacob Dilßner (Wankelmut): DJ, Komponist, Musikproduzent - Emma Louise Lobb: Gesang, Komponist, Liedtexter - Mark Myers: Abmischung, Arrangement, Bass, Gitarre, Keyboard, Musikproduzent, Tonmeister - Taan Newjam: Komponist, Musikproduzent - Daniel Ogilvie: Perkussion, Schlagzeug - Matt Redlich: Mastering | Unternehmen - B1 Recordings: Musiklabel - Poesie Musik: Musiklabel - Universal Music Group: Musiklabel |

## Kommerzieller Erfolg

### Chartplatzierungen
My Head Is a Jungle erreichte in Deutschland Position 29 der Singlecharts und konnte sich insgesamt 14 Wochen in den Charts halten. In Österreich erreichte die Single in fünf Chartwochen Position 55. In der Schweiz erreichte die Single in neun Chartwochen Position 39; später platzierte sich auch die Solo-Version in der Schweizer Hitparade auf Position 27 und hielt sich sieben Wochen in den Charts. Im Vereinigten Königreich erreichte die Single Position fünf und konnte sich insgesamt zwei Wochen in den Top 10 und 26 Wochen in den Charts halten. Des Weiteren erreichte die Single Position eins in Griechenland.
Für Louise ist es weltweit der erste und bis heute einzige Charterfolg. Für Wankelmut als Interpret ist dies sein zweiter Charterfolg in Deutschland, Österreich, der Schweiz und dem Vereinigten Königreich. Im Vereinigten Königreich ist es sein erster Top-10-Erfolg. Für Wankelmut als Autor und Musikproduzent ist dies sein erster Charterfolg in Deutschland, Österreich, der Schweiz und dem Vereinigten Königreich. Im Vereinigten Königreich konnte sich bis heute keine Single von ihm höher und länger in den Charts platzieren.
| ChartsChartplatzierungen     | Höchstplatzierung | Wochen |
| ---------------------------- | ----------------- | ------ |
| Deutschland (GfK)            | 29 (14 Wo.)       | 14     |
| Österreich (Ö3)              | 55 (5 Wo.)        | 5      |
| Schweiz (IFPI)               | 35 (9 Wo.)        | 9      |
| Vereinigtes Königreich (OCC) | 5 (26 Wo.)        | 26     |

| ChartsChartplatzierungen | Höchstplatzierung | Wochen |
| ------------------------ | ----------------- | ------ |
| Schweiz (IFPI)           | 27 (7 Wo.)        | 7      |

### Auszeichnungen für Musikverkäufe
2014 wurde My Head Is a Jungle in der 33. Kalenderwoche mit Doppelplatin in Italien ausgezeichnet. Im Februar 2023 wurde die Single ebenfalls im Vereinigten Königreich mit Doppelplatin für über 1,2 Millionen verkaufter Exemplare ausgezeichnet. Damit wurde die Single europaweit mit vier Platin-Schallplatten für über 1,26 Millionen verkaufte Einheiten ausgezeichnet.
| Land/Region                  | Auszeichnungen für Musikverkäufe (Land/Region, Auszeichnung, Verkäufe) | Verkäufe  |
| ---------------------------- | ---------------------------------------------------------------------- | --------- |
| Italien (FIMI)               | 2× Platin                                                              | 60.000    |
| Vereinigtes Königreich (BPI) | 2× Platin                                                              | 1.200.000 |
| Insgesamt                    | 4× Platin ·                                                            | 1.260.000 |